# Ken Curtis

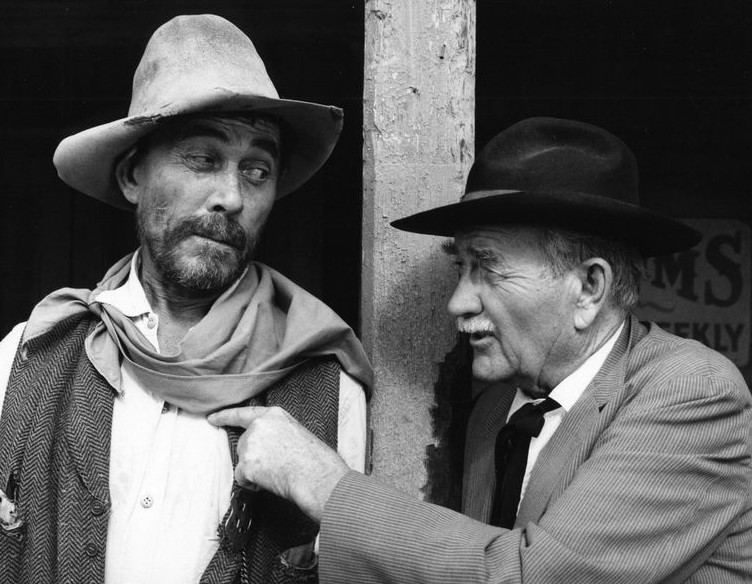
Ken Curtis (stânga) şi Milburn Stone în 1974

Ken Curtis (născut Curtis Wain Gates la 2 iulie 1916 – d. 28 aprilie 1991) a fost un cântăreț și actor american de film.